# Раєн Келлаген
Раєн Г. Келлаген (англ. Ryan G. Callahan; 21 березня 1985, м. Рочестер, США) — американський хокеїст, правий нападник. Виступає за «Тампа-Бей Лайтнінг» у Національній хокейній лізі. 
Виступав за «Гвелф Сторм» (ОХЛ), «Гартфорд Вулф-Пек» (АХЛ), «Нью-Йорк Рейнджерс».
У чемпіонатах НХЛ — 547 матчів (162+157), у турнірах Кубка Стенлі — 82 матчі (15+13). 
У складі національної збірної США учасник зимових Олімпійських ігор 2010 і 2014 (12 матчів, 0+2), учасник чемпіонату світу 2007 (0 матчів, 0+0). У складі молодіжної збірної США учасник чемпіонату світу 2005.
Досягнення
- Срібний призер зимових Олімпійських ігор (2010)
- Чемпіон ОХЛ (2004)